# Stegeborgs herrgård
Stegeborgs herrgård eller Stegeborgs nya slott är ett säteri i Söderköpings kommun (Skällviks socken), Östergötlands län.

## Historik
Stegeborg hörde under namn av Södra kungsladugården, i motsats till den inom Rönö belägna Norra,vunder Stegeborgs slott. Efter reduktionen hörde gården under kronan samt var utarrenderad till år 1731, då den köptes till skatte av kommerserådet, sedermera landshövdingen Jacob von Hökerstedt, enligt rikets ständers beslut av 1728 till hjälp
för ett för länge sedan nedlagd blyverk, anlagd på malmtillgång från en år 1724 funnen blygruva. Av honom såldes egendomen 1734 till rikets ständers bank, som sålde den till översten Verner Detlov von Schwerin (1694–1762), vars son Verner Detlov von Schwerin (1746–1810) enligt 1765 års riksdags beslut måste återlämna skatteskillingen, men sedan han vid 1770 års riksdag framlagt åtkomsthandlingarna, utfärdades nytt skattebrev 27 juni 1783. Med k. Maj:ts bifall 6 november 1786 att för ägande Tullgarns i Södermanland frälseräntefordran utan jord erhålla införsel i räntan av Stegeborg samt i stöd av kunligt bytesbrevet 29 december 1788 och 9 oktober 1792 för ägande frälseräntan i Fossala i Ekebyborna socken och Hackestad i Å socken blev Stegeborgs egendom med tillhörigheter i Hammarkinds och Björkekinds härader förbytt till säteri och frälsenatur. Sedermera tillhörde egendomen sistnämnda von Schwerins son, assessoren Werner von Schwerin (1777–1859), varefter den 1863 köptes för 325000 kr av brukspatron Otto Mannerstråle (född 1893). Ägdes därefter av hans stärbhus men 1910 av grosshandlaren Gustav Andersson. Norrköping, vars stärbhus sålde egendomen till kaptenen Hakon Wijk.
Slottet fick emellertid sitt nuvarande utseende vid en omfattande renovering 1915–1918, byggherre kapten Hakon Wijk, arkitekt Isak Gustaf Clason. Huvudfasaden (mot öst) fick en fönsterkupa på vardera sida, en mittrisalit och en lanternin. Trädgårdsfasaden fick en smalare putsad kupa (som omfattar de tre mittre fönstren) samt två fönsterkupor på vardera sida. Putsornamentiken förändrades och blev mer enhetlig. Takets svartglaserade tegel behölls (numera skiffer). Putsen var från början sandfärgad men är numera benvit.

## Byggnader
Den gamla manbyggnaden av sten härjades av en större eldsvåda 1788. Nuvarande manbyggnaden av tegel uppfördes 1806 och är belägen vid inloppet till Slätbaken. I trappuppgången till andra våningen läses å en marmorsten: Min vän, om du under detta tak vill njuta vänskapen och är nöjd med måttligheten, var välkommen. Den ena skall förljuva dina dagar. Den andra förlänga dem. Säg, givs högre mål för din önskan under din vandring. Uppbyggd år 1800 av Verner Detlof von Schwerin. Nära invid gården står en sten, som på ö. sidan har inskriften: Verner D. Schwerin 1809, på v. sidan Stegeborg, härjadt av tiden, Räddadt av omtanken, samt på norra sidan Infs (stenhuggaren I. Nordfors’ märke), ö. om huvudbyggnaden är en köksträdgård, som anses vara den förra slottsträdgården.
Drygt en kilometer söder om Stegeborgs slottsruin ligger mangårdsbyggnaden för Stegeborgs Egendom., den tidigare södra kungsladugården. En ny mangårdsbyggnad för Stegeborgs säteri stod färdig år 1806 sedan den gamla förstörts genom brand. Byggherre var Werner Detlof von Schwerin. Den valvslagda bottenvåningen tyder på att delar av en äldre herrgårdsbyggnad från 1730-talet kan ha använts. Sten från Stegeborg användes troligen till det tidigare bygget.
Invändigt fick slottet en delvis förändrad plan. Bottenvåningen, som tidigare var lagerutrymme, fick en helt ny fast inredning med bibliotek, herrum, matsal och serveringsrum mot östra fasaden samt gästrum och köksdel med tjänarnas matsal mot väst. Huvudingången leder in i hallen som har en dubbeltrappa till övre hallen. Paradvåningen har bl.a. två salonger och sängkammare mot öster. Tredje våningen ha bl.a. biljardrum i det rum som tidigare inrymde det Schwerinska biblioteket (numera på Thorönsborg).
Framför slottet anlades en spegeldamm och en större fruktträdgård byggdes efter ritningar av den danske trädgårdsarkitekten I.P. Andersen. Trädgårdsmästarbostaden (numera hotell) samt ett antal bostadshus byggdes också efter ritningar av Clason. Även ett stall ritades av Clason men byggdes aldrig-